# Taipidon octolamellata
Taipidon octolamellata foi uma espécie de gastrópodes da família Charopidae.
Foi endémica da Polinésia Francesa.